# Васильєв Дмитро Павлович
Васильєв Дмитро Павлович (1904—1944) — командир ескадрону 50-го гвардійського кавалерійського полку (13-а гвардійська кавалерійська дивизія,6-й гвардійський кавалерійський корпус,13-а армія,1-й Український фронт), капітан гвардії.

## Біографія
Народився 26 жовтня 1904 року в селі Обручівка (нині Кизильський район) Челябинської області у російській сім'ї селянина. Закінчив початкову школу. У 1927—1932 роках проходив службув Червоній Армії. Працював головою Пахтакорської райради Осоавіахіма Самаркандської області Узбекистану.
У 1941 році Пахтакорським райвійськкоматом знову призваний до армії. У боях Великої Вітчизняної війни із грудня 1941 року воював на Броянському, Воронезькому, Західному та 1-му Українському фронтах.
31 січня 1944 року в бою за селище Цумань ескадрон гвардії капітана Васільєва захопив переправу через річку Цумань і, витісняючи переважаючи сили противника, захопив населений пункт. Васильєв був двічі поранений, але продовжував керувати боєм, знищив зі особистої зброї близько 50 ворожих солдат. Він підняв бійців в атаку, і ескадрон прорвав оточення. У цьому бою офіцер загинув. Ім'ямГероя названо вулицю в селищі Цумань. На місці загибелі та у селищі Акташ Самаркандської області встановлено пам'ятники.

## Поховання
Спочатку був похований у братській могилі у селі Цумань. Перепохований у братській могилі у селищі Колки Маневицького району Волинської області України.

## Нагороди
На початку 1944 року капітан Васільєв- гвардії командир ескадрону 50-го гвардійського кавалерійського полку, нагороджений чотирма бойовими ординами. Відзначився у боях за визволення Правобережної України.
- Герой Радянського Союзу (посмертно)
- Нагороджений орденами Леніна
- Вітчизняної війни 1-го та 2-го ступеня
- Двома орденами Червоної Зірки

## Вшанування пам'яті
Герою Радянського Союзу Д. П. Васильєву 8 липня 1978 році в центрі Цумані встановлено пам'ятник та засновано парк. Також в його честь названо одну із вулиць селища.
9 травня 1985 року в селі Обручівці відбулося відкриття меморіальної дошки на честь Васильєва, де написано: «На цьому місці стояв будинок, в якому народився і жив з 1904 по 1930 роки Герой Радянського Союзу Васильєв Д. П.»